# Aloe perrieri
Aloe perrieri är en grästrädsväxtart som beskrevs av Gilbert Westacott Reynolds. Aloe perrieri ingår i släktet Aloe och familjen grästrädsväxter. Inga underarter finns listade i Catalogue of Life.

## Bildgalleri

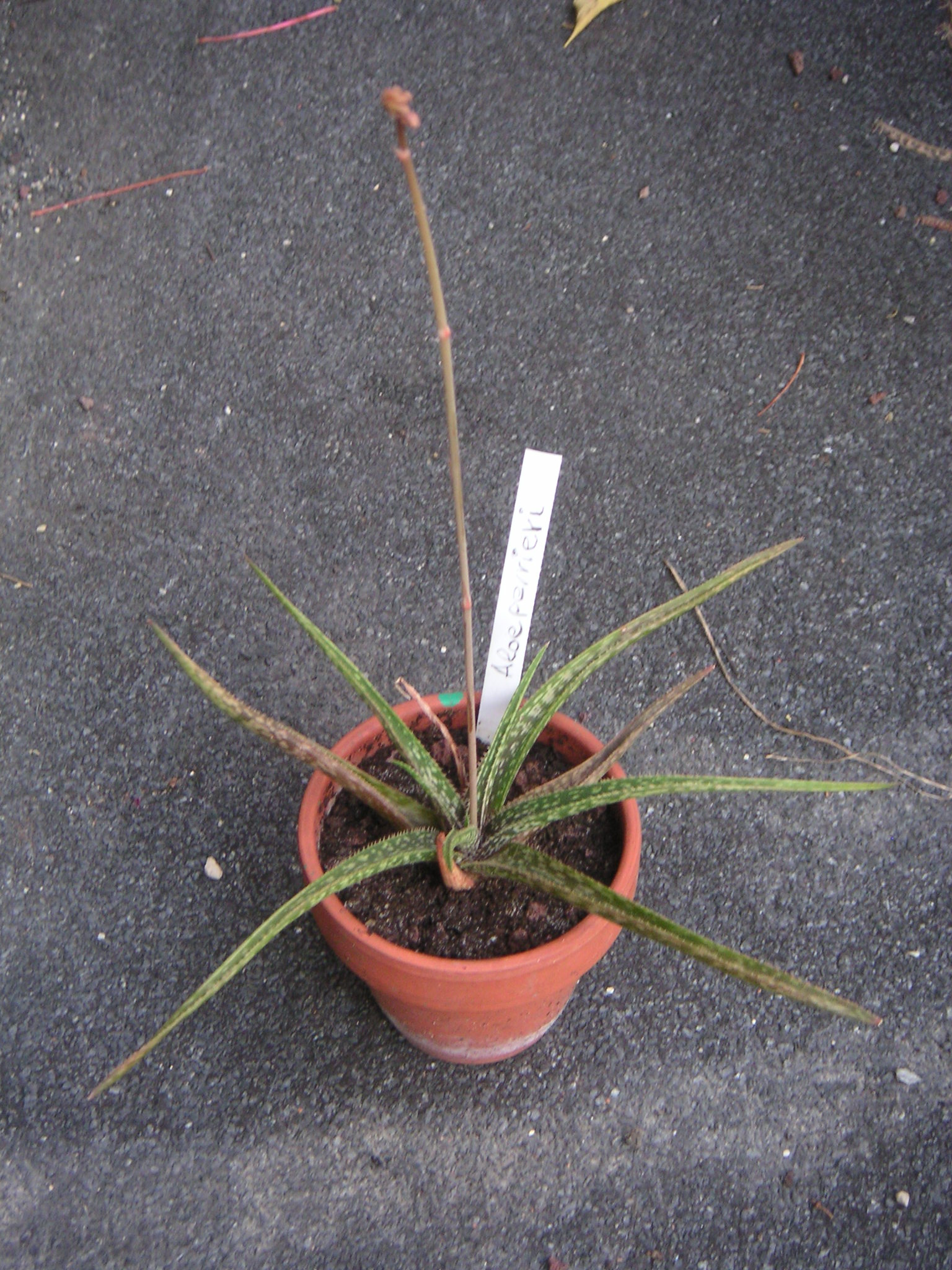